# Miguel de la Madrid

Escudo de Armas con Collar de la Orden de Isabel la Católica

Miguel de la Madrid Hurtado (Colima, Colima; 12 de diciembre de 1934-Ciudad de México, 1 de abril de 2012) fue un abogado y político mexicano que se desempeñó como presidente de México del 1 de diciembre de 1982 al 30 de noviembre de 1988.
Durante su presidencia introdujo políticas neoliberales radicales para superar la crisis económica por la caída internacional de los precios del petróleo, iniciando una era de presidentes orientados al mercado en México, junto con medidas de austeridad que implicaban profundos recortes en el gasto público. A pesar de estas reformas, el crecimiento económico del país se mantuvo negativo con una alta inflación, mientras que los efectos sociales de las medidas de austeridad fueron particularmente duros para las clases media y baja, con los salarios reales cayendo a la mitad y con un fuerte aumento del desempleo y de la economía informal hacia el final de su gobierno.
Su administración fue criticada debido a las explosiones de San Juan Ixhuatepec de 1984, el terremoto de 1985 en la Ciudad de México y la polémica sucesión presidencial que le dio el triunfo a Carlos Salinas de Gortari. Durante su mandato promovió la creación del Grupo Contadora para encontrar una solución a los conflictos en Centroamérica, se celebró la Copa Mundial de Fútbol de 1986 y logró la entrada de México al GATT.

## Trayectoria
Miguel de la Madrid estudió Derecho en la Facultad de Derecho de la Universidad Nacional Autónoma de México (donde uno de sus profesores fue José López Portillo, quien se volvió su mentor político y posteriormente sería Presidente de México)de 1952 a 1957, titulándose con la tesina "Pensamiento económico de la Constitución de 1857".  Después sería profesor en esa misma Facultad así como investigador en el Instituto de Investigaciones Jurídicas de la UNAM de 1958 a 1968. En 1963 se afilió al Partido Revolucionario Institucional (PRI). Posteriormente, recibió una beca de Banxico para estudiar una maestría en Administración Pública en la Universidad de Harvard (donde uno de sus profesores fue Kenneth Galbraith) de 1964 a 1965.
Su carrera dentro del gobierno comenzó en 1965 cuando fue nombrado Subdirector General de Crédito de la Secretaría de Hacienda y Crédito Público, cargo que ocupó de 1965 a 1970 durante la presidencia de Gustavo Díaz Ordaz. Durante el gobierno de Luis Echeverría, primero fue nombrado Subdirector de Finanzas de PEMEX (1970-1972) antes de regresar a Hacienda al ser nombrado director general de Crédito (1972-1975), donde tuvo como jefe a su antiguo profesor y mentor José López Portillo. Es nombrado Subsecretario de la SCHP en 1975, cuando el titular de dicha Secretaría era Mario Ramón Beteta (López Portillo había renunciado ese año tras ser nominado candidato presidencial del PRI). Cuando López Portillo llegó a la presidencia de México en 1976, De la Madrid fue ratificado Subsecretario de la SCHP, puesto en el que permanecería hasta 1979, siendo titulares de dicha secretaría primero Julio Rodolfo Moctezuma (1976-1977) y después David Ibarra Muñoz (1977-1982).
Luego de varios años trabajando dentro de la Secretaría de Hacienda y Crédito Público, en mayo de 1979 el presidente López Portillo lo nombra secretario de Programación y Presupuesto, en sustitución de Ricardo García Sainz. Tomó posesión de su cargo el sábado 19 de mayo de 1979. Durante su periodo como Secretario de Programación y Presupuesto, la acción más notable de De la Madrid fue su elaboración del Plan Global de Desarrollo, el cual tenía por objeto lograr una tasa de crecimiento anual del 8% hasta el final del sexenio, si bien sus metas se volvieron imposibles tras la caída de los precios del petróleo en 1981, llevando al país a una profunda crisis económica.
El viernes 25 de septiembre de 1981 fue postulado por el PRI como candidato a la Presidencia de México en las elecciones federales de 1982, y venció en las elecciones del 4 de julio de 1982. Asumió el cargo el 1 de diciembre de ese mismo año, sucediendo al presidente López Portillo.

## Presidente de México
Vivimos una situación de emergencia. No es tiempo de titubeos ni de querellas: es hora de definiciones y responsabilidades. No nos abandonaremos a la inercia. la situación es intolerable. No permitiré que la Patria se nos deshaga entre las manos. Vamos a actuar con decisión y firmeza.
Discurso de toma de posesión como Presidente de México

Miguel de la Madrid llegó al poder en una de las épocas más complicadas del país, mucho debido a su antecesor, José López Portillo, quien nacionalizó la banca tres meses antes de salir del poder, tras dos sexenios de gastos excesivos. Cabe destacar que el propio De la Madrid, como Secretario de Programación y Presupuesto de López Portillo, había sido una figura clave en la planeación económica y por tanto en buena parte corresponsable de la crisis que él mismo debió enfrentar como Presidente. 

### Política económica
Como resultado de la crisis económica heredada de la presidencia de López Portillo, la inflación subió a un promedio de 100% cada año; el empleo informal creció alrededor de 20% entre 1983 y 1985; hubo caídas drásticas en producción, sobre todo en industrias gubernamentales, ya para ese entonces anticuadas; el crecimiento del PIB sufrió altibajos y disminuyó el poder adquisitivo.
Para resolver tales problemas se elaboró un Plan Global de Desarrollo; estableció a nivel constitucional un sistema de planeación democrática; y más importante, inició con la apertura económica, la desregulación y descentralización, así como la privatización de empresas estatales, algo que seguiría bajo su sucesor. 
Durante su administración, el número de paraestatales se redujo de 1155 en 1982, a 413 en 1988.
Su política económica afecta sobre todo a los campesinos. Por ejemplo, se redujeron las subvenciones al sector agrícola (y se suprimieron las subvenciones a la producción de café), la liberalización del comercio provocó un aumento de las importaciones que hundió la producción local, y la supresión de importantes cosechadoras agrícolas supuso la pérdida de muchos puestos de trabajo rurales.
Ante la severa crisis económica (donde se alcanzó el 3100% de devaluación del peso), se establecieron los Pactos de Crecimiento Económico con los diversos sectores sociales, mediante los cuales el gobierno subsidiaba parte de los precios de los productos básicos y los productores/distribuidores se comprometían a no aumentarlos. En enero de 1986, con aproximadamente tres años de negociaciones, México logró ser admitido al GATT, siendo el punto más fuerte de esta administración.

### Intento de despenalización del aborto
Ya desde su campaña presidencial De la Madrid había mencionado la importancia de discutir el tema del aborto, ante el elevado crecimiento demográfico nacional y la escasez de recursos con los que el país contaba para atender las necesidades de la población, sobre todo en medio de la crisis económica.
Ya siendo presidente, De la Madrid y el procurador general Sergio García Ramírez intentaron reformar el Código Penal del Distrito Federal para despenalizar el aborto durante el primer trimestre del embarazo «por falla de métodos anticonceptivos, alteraciones fetales y embarazo producto de violación, previa autorización médica y en un centro hospitalario». Sin embargo, debido a la reacción altamente negativa de la Iglesia católica y los sectores conservadores, dicha iniciativa fue finalmente retirada.

### Atentado
Durante el desfile del 1 de mayo en 1984, un grupo de manifestantes lanzó bombas mólotov al balcón del Palacio Presidencial, donde De la Madrid y varios invitados presenciaban el desfile. El presidente salió ileso, pero varios de los invitados sufrieron heridas, entre ellos el entonces director del ISSSTE, Alejandro Carrillo Castro.

### Terremoto de 1985
El 19 de septiembre de 1985, un terremoto de 8.1 grados en la escala de Richter sacudió la Ciudad de México, con una fuerte réplica el día 20. Los daños materiales fueron masivos, y aunque los cálculos oficiales hablan de unos pocos miles de muertos (cinco a diez mil), la opinión pública consideró que la cifra podría haber rebasado los 40 000. La reacción inicial del gobierno fue muy lenta e inadecuada, lo cual hizo que fuera la población la que tomara el liderazgo y la organización de las labores de rescate de víctimas y cuerpos de entre los escombros.
Tanto las declaraciones del presidente De la Madrid señalando que el país no requería ayuda extranjera para enfrentar la tragedia, como su decisión de no permitir que el ejército colaborara con la población en las labores de rescate durante las primeras horas posteriores al terremoto, así como su negativa a suspender el pago de la deuda externa para destinarlo a las labores de reconstrucción (el presidente De la Madrid destinaba aproximadamente el 30% del presupuesto nacional al pago de la deuda externa) le valieron severas críticas a esta administración.

### Elecciones de 1988
En 1988 su gobierno protagonizó el mayor escándalo electoral del país hasta entonces. El 6 de julio, durante las elecciones presidenciales, el candidato de la izquierda Cuauhtémoc Cárdenas, aventajaba ampliamente a sus rivales Manuel Clouthier (PAN) y Carlos Salinas de Gortari (PRI). Por motivos que aún "se desconocen", el sistema electoral de cómputo se detuvo. La secretaría de Gobernación, en esa época a cargo de Manuel Bartlett Díaz y que entonces organizaba la elección, señaló que: el sistema se había caído. Finalmente, el candidato priista fue declarado ganador. Pocos años antes de morir, De la Madrid confesó al periódico New York Times, y en una autobiografía que las elecciones presidenciales habían sido manipuladas para que el Partido Revolucionario Institucional ganara, y que tres años después de la elección, todas las boletas fueron quemadas para eliminar toda evidencia del fraude.

## Actividad posterior

### Director del Fondo de Cultura Económica

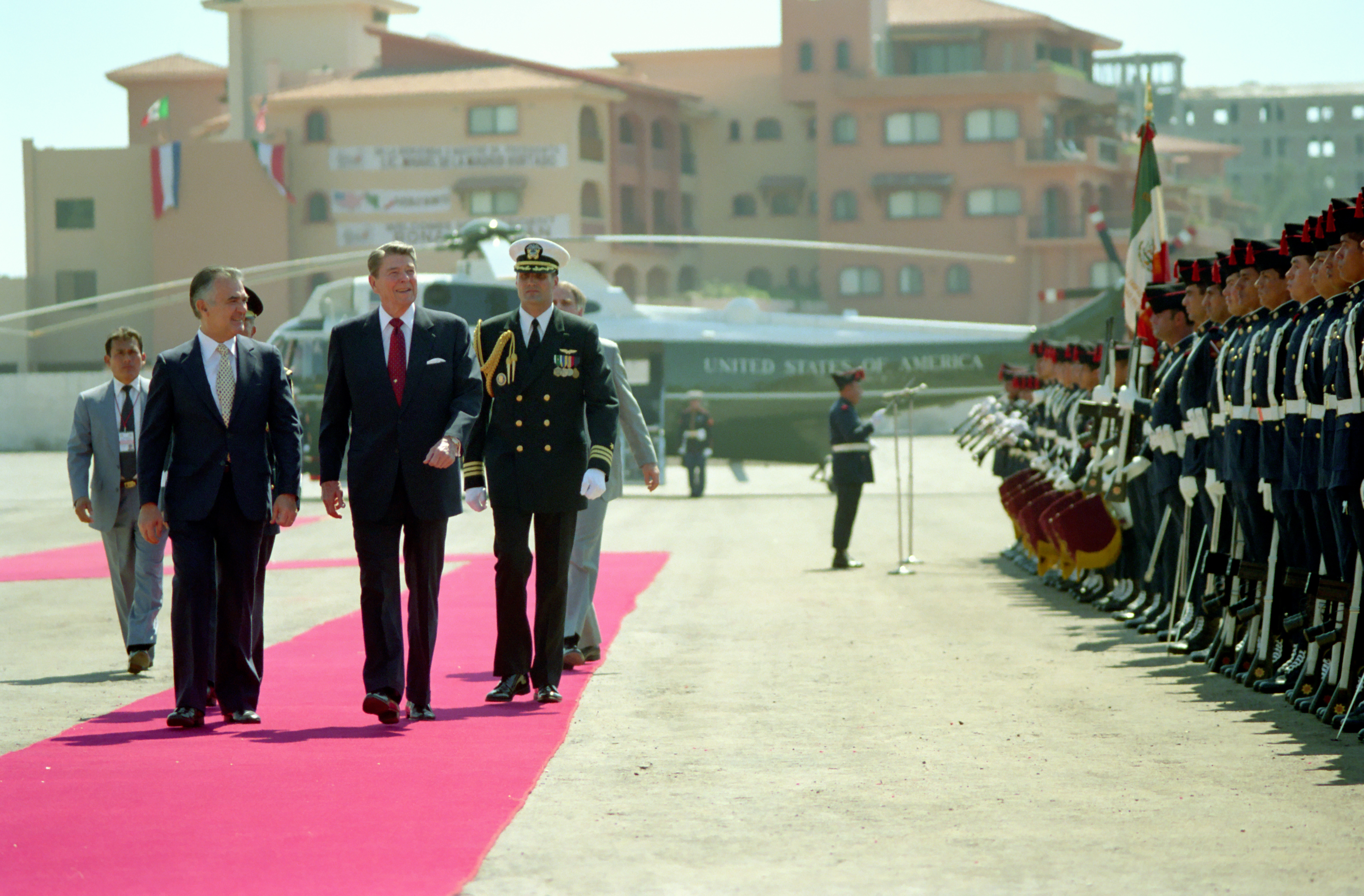
Miguel de la Madrid con el presidente estadounidense Ronald Reagan en Mazatlán (1988).

Después de terminar su periodo presidencial, Miguel de la Madrid, asumió la dirección del Fondo de Cultura Económica (FCE) en 1990. Durante su periodo al frente del FCE implantó programas de modernización en las áreas productivas y administrativas, incorporó lo más avanzado de las industrias editorial y de las artes gráficas, y mantuvo la apertura y pluralidad características en la política de publicación de la empresa.
El 4 de septiembre de 1992 inauguró las nuevas instalaciones, situadas en carretera Picacho-Ajusco número 227. Rodeadas de jardines, además de las oficinas, albergan la unidad cultural Jesús Silva Herzog, la Biblioteca Gonzalo Robles, que resguarda la creciente historia editorial del Fondo, así como la librería Alfonso Reyes.
En el panorama internacional, en 1990 se remodelaron las instalaciones existentes de las filiales. Con ello, la presencia del Fondo de Cultura Económica adquirió una proyección más importante en el continente americano: el 7 de septiembre del mismo año se fundó la filial en San Diego, California; el 21 de junio de 1991 abrió sus puertas la librería Azteca en São Paulo, Brasil; en 1994 se inauguraron las instalaciones del FCE de Venezuela; y en 1998 se creó otra subsidiaria en Guatemala. De esta tal manera, el FCE alcanzó una presencia relevante en Iberoamérica con nueve filiales: Argentina, Brasil, Colombia, Chile, España, Estados Unidos, Guatemala, Perú y Venezuela. En lo referente al proyecto nacional, se abrieron nuevas librerías. En este periodo se inauguraron seis en Ciudad de México. 
En materia editorial, bajo la dirección de De la Madrid se iniciaron 21 nuevas colecciones: en 1990, Claves (Argentina); en 1991, A la Orilla del Viento, Códices Mexicanos, Ediciones Científicas Universitarias y Especiales de A la Orilla del Viento; en 1992, Breviarios de Ciencia Contemporánea (Argentina) y Nueva Cultura Económica; en 1993, Biblioteca de Prospectiva, Biblioteca Mexicana, Biblioteca Premio Cervantes (España), y Fideicomiso Historia de las Américas y Travesías; en 1994, Vida y Palabra de los Indios de América y Una Visión de la Modernización de México; Archivos, Piedra del Sol (Perú), Entre Voces, Espacios para la Lectura y Fondo 2000; Encuentros (Perú); Historia de México, además de cinco publicaciones periódicas: Galeras del Fondo, Periolibros, Imágenes, Espacios para la Lectura y la Página del Fondo.
Durante su administración el FCE recibió varios premios, entre los que destacan: en 1992, Premio FILIJ del Libro (CNCA) a los libros para niños; en 1993, Premio Laurel de Oro (Concejalía de Cultura del Ayuntamiento de Madrid); en 1993, mención honrosa del Premio Juan García Bacca (Asociación Cultural Peruana), y el Calendario Azteca de Oro (Asociación Mexicana de Radio y Televisión). En 1994 y 1995 el premio del Banco del Libro de Venezuela por los libros para niños.
En cuanto a las distinciones recibidas como individuo al frente del FCE, destaca que el Consejo Español de Estudios Iberoamericanos distinguió a De la Madrid por su contribución al desarrollo de la lectura en la lengua española; recibió en 1997 el Premio IUS por la Facultad de Derecho de la UNAM y en 1998, el gobierno de Francia le concedió las Palmas Académicas en grado de Comendador por su contribución al fomento cultural. En 1999 el licenciado De la Madrid recibió la medalla Picasso de Oro (Unesco) por su labor en la difusión de la cultura latinoamericana.

### Controversia
El 12 de mayo de 2009, en el marco de una entrevista radiofónica, acusó a Carlos Salinas de Gortari de robarse el dinero de la partida secreta y que su hermano Raúl tenía vínculos con el narcotráfico. Pero posteriormente se desdijo a través de una carta pública, aduciendo no poder procesar mentalmente las respuestas a las preguntas efectuadas.
Ese mismo mes, Carmen Aristegui, en su programa de CNN en español, dio lectura a una carta escrita por el expresidente Miguel de la Madrid Hurtado. Esa misma mañana, lo entrevistó en su programa radial.

## Familia y fallecimiento
Fue hijo de Miguel de la Madrid Castro y de Alicia Hurtado, así como nieto de Enrique O. de la Madrid y bisnieto de Miguel de la Madrid Guerrero, ambos gobernadores de Colima. Conoció a Paloma Cordero en 1953 y se casaron en 1959, procrearon 5 hijos. Su hijo Enrique de la Madrid Cordero ejerció como secretario de Turismo durante el gobierno de Enrique Peña Nieto.
El expresidente falleció el 1 de abril de 2012 a las 07:30 horas en el hospital Español de la Ciudad de México después de un largo padecimiento de enfisema pulmonar. Sus restos fueron velados en la biblioteca de su domicilio particular y en Gayosso de Félix Cuevas, y al día siguiente de su muerte se le rindió un homenaje de Estado en el Patio de Honor del Palacio Nacional encabezado por el presidente Calderón. Entre los asistentes destacó la presencia del expresidente Carlos Salinas de Gortari y miembros del gobierno federal.
| Predecesor: José López Portillo | Candidato Presidencial del Partido Revolucionario Institucional 1981 - 1982 | Sucesor: Carlos Salinas de Gortari |
| Predecesor: José López Portillo | Candidato Presidencial del Partido Popular Socialista 1982                  | Sucesor: Cuauhtémoc Cárdenas       |
| Predecesor: José López Portillo | Candidato Presidencial del Partido Auténtico de la Revolución Mexicana 1982 | Sucesor: Cuauhtémoc Cárdenas       |